# Кузнецов, Сергей Владимирович (футболист)
Сергей Владимирович Кузнецов (род. 12 февраля 1985, Ленинград) — российский футболист, нападающий.

## Биография
Воспитанник петербургского футбола. Несколько лет выступал во втором дивизионе за «Светогорец» и «Петротрест». В 2005 году в составе «Петротреста» провел 13 игр в первом дивизионе. Позднее играл в высшей лиге Узбекистана в клубах «Бухара» и «Машал», провёл восемь матчей, забил два гола. В 2008 году завершил профессиональную карьеру.